# Arca imbricata
Arca imbricata (nomeada, em inglêsː mossy ark; na tradução para o portuguêsː "arca musgosa") é uma espécie de molusco Bivalvia marinho litorâneo da família Arcidae e gênero Arca, classificada por Jean Guillaume Bruguière em 1789. Habita costas do oeste do oceano Atlântico, em águas da zona entremarés até os 64 metros de profundidade, com animais aderidos a pedras e corais por um bisso, podendo ser epibiontes. Pode ser encontrada nos sambaquis brasileiros e suas conchas servem, atualmente, para o artesanato.

## Descrição da concha
Arca imbricata possui concha subretangular e alongada, com 4.1 centímetros de comprimento e 2.5 centímetros de altura, quando bem desenvolvida. Suas valvas vão de brancacentas a castanhas, com umbos bem separados e proeminentes (lhes dando a denominação Arca umbonata por Jean-Baptiste de Lamarck); possuindo superfície de costelas radiais e de crescimento bem visíveis, formando um retículo, com um perióstraco castanho-amarelado e quebradiço encobrindo sua superfície. Interior das valvas castanho-escuro a branco.

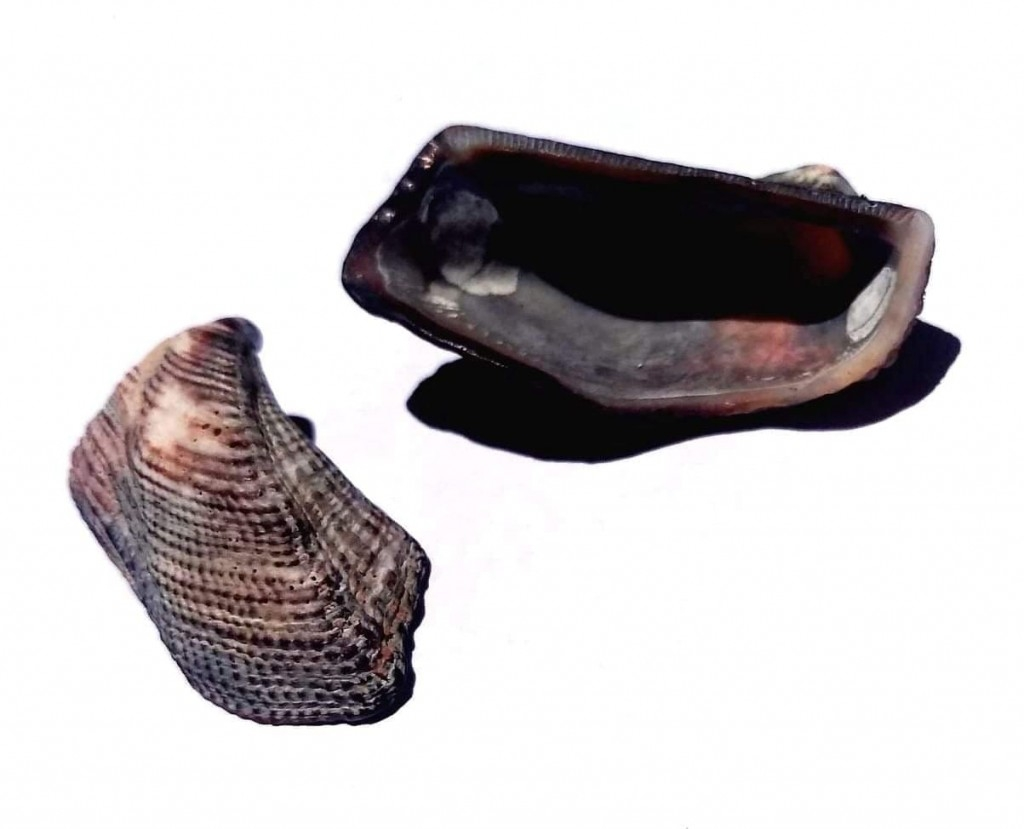
Valvas de conchas de A. imbricata, coletadas em Ubatuba, região sudeste do Brasil, na década de 1990.
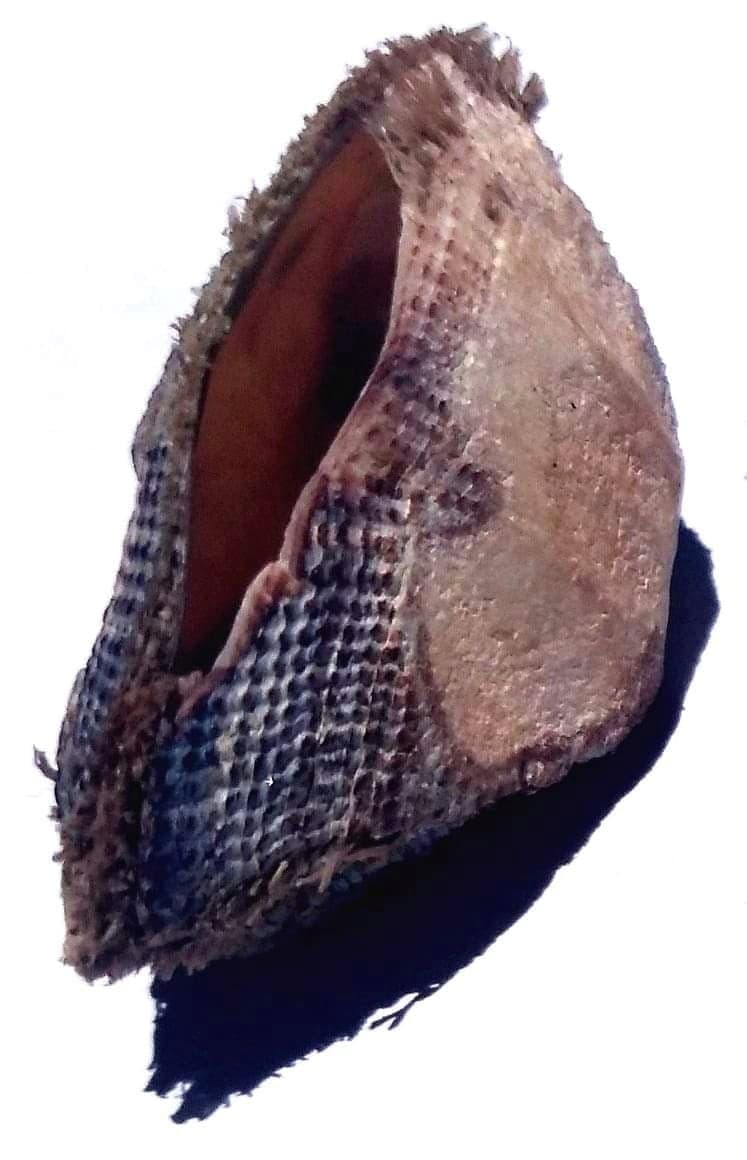
Valvas unidas de uma concha de A. imbricata, coletadas em Ubatuba, região sudeste do Brasil, na década de 1990. Observe que existe um vão, uma abertura para a passagem do bisso.

## Distribuição geográfica
Esta espécie está distribuída da Carolina do Norte, Flórida e Texas, nos Estados Unidos, e do Pará, na região norte do Brasil, até Santa Catarina, na região sul do Brasil; passando pelo golfo do México, mar do Caribe, Venezuela e Suriname, no norte da América do Sul.

A espécie A. imbricata tem como habitat as águas tropicais da região leste das Américas, da Carolina do Norte, Estados Unidos, até a região sul do Brasil, em Santa Catarina (em vermelho).[4]